# Heinrich Stillger
Heinrich „Heini“ Stillger (* 30. Mai 1919; † 8. August 2008) ist ein ehemaliger deutscher Fußballspieler und -trainer.

## Sportlicher Werdegang
Stillger spielte nach dem Zweiten Weltkrieg zunächst für den 1. FSV Mainz 05. 1948 wechselte er zum als Meister der Landesliga Rheinhessen 1947/48 in die seinerzeit vor Gründung der Bundesrepublik Deutschland noch „Zonenliga“ bezeichnete Oberliga Südwest aufgestiegenen Lokalrivalen SV Weisenau. Nachdem die Mannschaft in der Nordstaffel trotz unter anderem eine 1:16-Niederlage gegen den 1. FC Kaiserslautern und einer 0:10-Niederlage gegen TuS Neuendorf erlebte, gelang ihr in der Debütsaison der Klassenerhalt. In der Spielzeit 1949/50 wurde sie jedoch Opfer einer Reduzierung der Mannschaften und stieg auf dem viertletzten Platz liegend wieder ab. Mit 113 Toren in 28 Saisonspielen gelang als Meister der Landesliga Rheinhessen/Nahe der direkte Wiederaufstieg. Mit nur drei Saisonsiegen – beim 4:3-Auswärtssieg beim VfR Kaiserslautern mit zwei und beim 3:2-Heimerfolg über Eintracht Trier mit einem Tor war Stillger dabei teilweise entscheidend beteiligt – verpasste die Mannschaft jedoch erneut den Klassenerhalt und trat in der II. Division Südwest an, er beendete jedoch nach insgesamt 71 Oberligaspielen mit dabei erzielten 23 Erstligatoren seine aktive Laufbahn.
Nach dem Abstieg in die Drittklassigkeit am Ende der Spielzeit 1952/53. übernahm Stillger 1953 das Traineramt ber SV Weisenau und agierte dabei anfangs auch als Spielertrainer. Mit acht Punkten Vorsprung auf die SpVgg Ingelheim führte er die Mannschaft zur Meisterschaft in der Amateurliga-Spielzeit 1953/54. In der Aufstiegsrunde zur II. Division ging der Auftakt gegen den saarländischen Klub SV Ludweiler-Warndt zwar mit 2:5 verloren, die restlichen fünf Spiele wurden jedoch allesamt gewonnen und damit als Tabellenführer der direkte Wiederaufstieg bewerkstelligt. Nach zwei Jahren im Abstiegskampf übergab er 1956 das Traineramt an den Spielertrainer Horst Schultz, den er später wieder beerbte. Am Ende der Zweitligasaison 1957/58 stand die Meisterschaft in der Südweststaffel und damit die Rückkehr in die Oberliga. Dort blieb Stillger mit der Mannschaft um Spieler wie Norbert Bieger, Walter Frosch, Franz Mattes, Heinrich Müller,  Hans Ratajczak, Erich Richter, Willi Veit und Karl Wagner jedoch erneut chancenlos und stieg mit 15 Punkten aus 30 Spielen als Schlusslicht direkt wieder ab. Anschließend übernahm Georg Hagen das Traineramt beim Klub. Für die Regionalliga-Spielzeit 1963/64 kehrte er als Nachfolger des Ex-Spielers Richter, der nach seinem Karriereende auf die Trainerbank gewechselt war, nochmals als Trainer zurück. Anschließend übergab er an Erich Gehbauer. 1997 wurde er für seine 50-jährige Vereinsmitgliedschaft ausgezeichnet, die Ehrung zum 60-jährigen Jubiläum konnte er 2007 krankheitsbedingt nicht entgegennehmen.
Sein jüngerer Bruder Eugen Stillger spielte ebenso zeitweise für die SV Weisenau, so dass er teilweise als „Stillger I“ und der Bruder als „Stillger II“ in der zeitgenössischen Berichterstattung und darauf aufbauenden Statistiken geführt wurde bzw. wird.